# Tritare
La tritare est un instrument de musique à cordes pincées créé en 2003 au Canada par Samuel Gaudet et Claude Gauthier, des mathématiciens de l'Université de Moncton.
Cet instrument fut présenté au Salon de la musique de Montréal en 2005.